# Romoty
Romoty (deutsch Romotten) ist ein zur Gemeinde Kalinowo (Kallinowen, 1938 bis 1945 Dreimühlen) zählendes Dorf im nordöstlichen Masuren in der polnischen Woiwodschaft Ermland-Masuren, Powiat Ełcki (Kreis Lyck).

## Geographische Lage
Das Dorf befindet sich acht Kilometer Luftlinie südlich der Ortschaft Kalinowo  an einer von Romanowo (Romanowen, 1938 bis 1945 Heldenfelde) bzw. Borzymy (Borszymmen, 1936 bis 1938 Borschymmen, 1938 bis 1945 Borschimmen) nach Romoty führenden Landstraße. Es liegt am Westufer des Bialla-Sees (1938 bis 1945 Engensee, polnisch Jezioro Białe).

## Geschichte
Der Ort Romotten entstand um 1500 herum. Es gehörte früh als Rittergut zum Besitz des dem nördlichen Masowien stammenden ritterlichen Adelsgeschlechts Gutowski vom Wappen Slepowron (de Slepowron, von Slepowron, von Gutowski).
Der Name Romotten ist prussischer Herkunft und verweist auf ein Heiligtum des einst hier ansässigen baltischen Volksstammes, denn heidnische Gottesdienste wurden in freier Natur, in Wäldern und auf Heiden abgehalten (roms, rams: still, ruhig, andächtig).
1656 fielen die mit Polen verbündeten Tataren in weite Teile Masurens ein, wobei Romotten fast vollständig zerstört wurde. Im Bericht des Lycker Amtshauptmanns von Auer heißt es dazu über die Schadensbilanz:
"14 Hufen, alle 7 Gehöfte verbrannt, ist alles über Winter besät, alles Vieh und Pferde weggetrieben, 14 Personen fortgeschleppt, 2 niedergehauen."
Am 27. Mai 1874 wurde im Zuge einer preußischen Gemeindereform neu ein Amtsbezirk Borczymmen (ab 1881: Borszymmen, heute polnisch Borzymy) gebildet, der die Gemeinden Borczymmen, Jendreyken, Lissewen, Przepiorken, Skrzypken und Stosznen sowie den Gutsbezirk Romotten und Seen umfasst. 1908 wurden zusätzlich die Gemeinden Duttken, Gronsken und Romanowen und der Gutsbezirk Imionken vom bisherigen Amtsbezirk Dluggen neu in den Amtsbezirk Borszymmen umgegliedert.
Von 1877 bis 1883 war mit dem Gutsbesitzer Schön der Amtsvorsteher von Borczymmen in Romotten ansässig.
1910 umfasste der Gutsbezirk Romotten 60 Einwohner.
Nach dem Ersten Weltkrieg entstand südlich von Romotten ein auch heute bestehender Soldatenfriedhof.
Aufgrund der Bestimmungen des Versailler Vertrags stimmte die Bevölkerung im Abstimmungsgebiet Allenstein, zu dem Romotten gehörte, am 11. Juli 1920 über die weitere staatliche Zugehörigkeit zu Ostpreußen (und damit zu Deutschland) oder den Anschluss an Polen ab. In Romotten stimmten 40 Einwohner für den Verbleib bei Ostpreußen, auf Polen entfiel keine Stimme.
Am 30. September 1928 wurde Romotten in die Landgemeinde Romanowen (1938–1945 Heldenfelde, polnisch Romanowo) eingegliedert.
1931 umfasste dann der Amtsbezirk Borszymmen die Landgemeinden Borszymmen, Duttken, Geigenau, Gronsken, Jendreyken, Lyssewen, Romanowen, Stosznen und Wachteldorf (ehemals Przepiorken).
1939 zählte die Landgemeinde Heldenfelde mitsamt Romotten 377 Bewohner.
Nach Ende des Zweiten Weltkrieges 1945 fiel das zum Deutschen Reich (Ostpreußen) gehörende, durch Kriegseinwirkung stark zerstörte Heldenfelde mit Romotten an Polen. Die ansässige deutsche Bevölkerung wurde, soweit sie nicht geflüchtet war, nach 1945 größtenteils vertrieben bzw. ausgesiedelt und neben der angestammten masurischen Minderheit durch Neubürger aus anderen Teilen Polens ersetzt. Der Ort Romotten wurde gemäß der polnischen Schreibweise in „Romoty“ umbenannt und erlangte wieder den Status einer eigenständigen Dorfgemeinde.
Von 1975 bis 1998 gehörte Romoty zur damaligen Woiwodschaft Suwałki, kam dann 1999 zur neu gebildeten Woiwodschaft Ermland-Masuren. Heute ist das Dorf Sitz eines Schulzenamtes (polnisch Sołectwo) und somit eine Ortschaft im Verbund der Gmina Kalinowo.

## Kirche
Bis 1945 war Romotten in die evangelische Kirche Borszymmen in der Kirchenprovinz Ostpreußen der Kirche der Altpreußischen Union sowie in die römisch-katholische Kirche in Prawdzisken (1934 bis 1945 Reiffenrode, polnisch Prawdziska) im Bistum Ermland eingepfarrt.
Heute gehört Romoty katholischerseits zur Pfarrkirche in Borzymy im Bistum Ełk der Römisch-katholischen Kirche in Polen. Die evangelischen Einwohner orientieren sich zur Kirchengemeinde in der Stadt Ełk (Lyck), einer Filialgemeinde der Pfarrei in Pisz (Johannisburg) in der Diözese Masuren der Evangelisch-Augsburgischen Kirche in Polen.